# پتزول ۳۷۱۶
سیارک ۳۷۱۶ (به انگلیسی: 3716 Petzval، نامگذاری:1980TG) سه هزار و هفتصد و شانزدهمین سیارک کشف شده‌است که در ۲ اکتبر ۱۹۸۰ کشف شد.
قدر مطلق سیارک برابر ۱۳٫۹۰ است.